# Francesco Daniele
 (février 2022).
La mise en forme du texte ne suit pas les recommandations de Wikipédia : il faut le « wikifier ».
Les points d'amélioration suivants sont les cas les plus fréquents. Le détail des points à revoir est peut-être précisé sur la page de discussion.
- Les titres sont pré-formatés par le logiciel. Ils ne sont ni en capitales, ni en gras.
- Le texte ne doit pas être écrit en capitales (les noms de famille non plus), ni en gras, ni en italique, ni en « petit »…
- Le gras n'est utilisé que pour surligner le titre de l'article dans l'introduction, une seule fois.
- L'italique est rarement utilisé : mots en langue étrangère, titres d'œuvres, noms de bateaux, etc.
- Les citations ne sont pas en italique mais en corps de texte normal. Elles sont entourées par des guillemets français : « et ».
- Les listes à puces sont à éviter, des paragraphes rédigés étant largement préférés. Les tableaux sont à réserver à la présentation de données structurées (résultats, etc.).
- Les appels de note de bas de page (petits chiffres en exposant, introduits par l'outil «  Source ») sont à placer entre la fin de phrase et le point final[comme ça].
- Les liens internes (vers d'autres articles de Wikipédia) sont à choisir avec parcimonie. Créez des liens vers des articles approfondissant le sujet. Les termes génériques sans rapport avec le sujet sont à éviter, ainsi que les répétitions de liens vers un même terme.
- Les liens externes sont à placer uniquement dans une section « Liens externes », à la fin de l'article. Ces liens sont à choisir avec parcimonie suivant les règles définies. Si un lien sert de source à l'article, son insertion dans le texte est à faire par les notes de bas de page.
- La présentation des références doit suivre les conventions bibliographiques. Il est recommandé d'utiliser les modèles {{Ouvrage}}, {{Chapitre}}, {{Article}}, {{Lien web}} et/ou {{Bibliographie}}. Le mode d'édition visuel peut mettre en forme automatiquement les références.
- Insérer une infobox (cadre d'informations à droite) n'est pas obligatoire pour parachever la mise en page.

Pour une aide détaillée, merci de consulter Aide:Wikification.
Si vous pensez que ces points ont été résolus, vous pouvez retirer ce bandeau et améliorer la mise en forme d'un autre article.
Francesco Daniele est un historien et antiquaire napolitain, né le 11 avril 1740 à San Clemente, une frazione de la commune de Caserte, et mort au même endroit le 13 novembre 1812.

## Biographie
Francesco Daniele est né le 11 avril 1740 à San Clemente une frazione de la commune de Caserte. Le marquis Domenico Caracciolo l’engage à venir à Naples, où il est nommé officier de secrétairerie. Il a déjà composé son Codice Fredericiano qui contient toute la législation de Frédéric II, et la connaissance de cet ouvrage en manuscrit le fait nommer, en 1778, historiographe royal. En 1787, il devient secrétaire perpétuel de l'Académie Ercolanese, instituée, depuis 1755, par le roi Charles III, pour la publication des découvertes faites à Herculanum et Pompéi.
Francesco Daniele se dédie à l’édition des tomes publiés au nom de cette Académie. Sa renommée lui vaut d'être membre de diverses académies comme  l’Académie Cosentine, l'Accademia della Crusca, des sciences et belles-lettres de Naples, la Royal Society de Londres et l’Académie des sciences de Saint-Pétersbourg. En 1782, il est nommé historiographe des Hospitaliers de l’ordre de Saint-Jean de Jérusalem. En 1799, voulant prendre la défense de quelques amis que la vengeance royale allait sacrifier, il se voit privé de ses dignités et de ses emplois et est réduit à l’indigence. Lorsque le roi Joseph Bonaparte vient régner à Naples en 1806, il lui assigne une pension, le nomme directeur de l’imprimerie royale, et secrétaire perpétuel de la nouvelle Académie d’histoire et d’antiquités. Souffrant de la vieillesse il quitte Naples et retourne à San Clemente où il meurt le 13 novembre 1812.

## Œuvres
- Le Forche Caudine illustrate, Caserte, 1778, in-fol., avec cinq planches, édition magnifique qui a été surpassée par celle que l’auteur en a fait faire avec des additions à Naples, en 1812 ;
- Osservazioni sulla topotesia delle Forche Caudine. Cette dissertation, dans laquelle il détermine la situation des Fourches Caudines, parut dans le Journal de Pise, en 1779, pour répondre à M. Letieri, qui, dans sa Storia dell’antica Suessola, avait critiqué les Forche Caudine illustrate. Quoiqu’il eût dit, dans la dernière édition de l’ouvrage précédent, que ces Osservazioni étaient de son frère Giuseppe, on est resté persuadé à Naples qu’il en est l’auteur.
- I Regali sepolcri del duomo di Palermo riconosciuti ed illustrati, Naples, 1784, in-fol. ;
- Monete antiche de Capua, Naples, 1802 (1803), in-4°. On y trouve la description (avec fig.), de dix-huit médailles antiques, suivie d’une dissertation sur le culte de Diane, de Jupiter, et d’Héraclès dans la Campanie, et d’un mémoire d’Alessio Simmaco Mazzocchi in legem paganam pagi Herculanei.
- préface l'édition de Daphnis et Chloé (de Longus), traduite en italien par Annibal Caro, à Parme, chez Bodoni, 1786, in-4°. Cette édition, faite d’après un manuscrit authentique dont il était possesseur, ne fut tirée au départ qu’à cinquante-six exemplaires.
- Apports à la 2e édition de la Cronologia della famiglia Carracciolo di Francesco de’ Pietri, Naples, 1805, in-4°.
- Antonii Thylesii, Consentini, opera, Naples, 1762, in-8° ;
- Ant. Thylesii, Consent., carmina et epistolæ, Naples, 1808 ;
- Opuscoli di Marco Mondo, Naples, 1763 ;
- Joannis Baptistæ Vici latinæ orationes, Naples, 1766.

## Ouvrages inédits
- Ricerca storico diplomatica-legale sulla condizioni feudale di Caserta ; Vita, e legislazione dell’imperadore Federico II, comprises en trois volumes in-fol. ;
- Vita ed opuscoli di Camillo Pellegrino il giovane ;
- Topografia dell’antica Capua illustrata con antichi monumenti ;
- Museo Casertano, d’après une immense collection qu’il avait faite d’inscriptions grecques et latines, et autres antiquités relatives à l’histoire du royaume de Naples.
- Vita di Francesco Daniele, ornée de son portrait.